# Marginell substitutionskvot
Den marginella substitutionskvoten (förkortat MRS från engelskans
"marginal rate of substitution") är det antal produkter som en konsument är villig att substituera för att erhålla en stycken av annan och samtidigt vidhålla samma nytta, enligt konsumentens egna preferenser.
Antag att konsumentens nyttofunktion är definierad som
{\displaystyle U(x,y)}, där {\displaystyle U} är konsumentens nytta, och
{\displaystyle x}, och {\displaystyle y} är varor. Då är den marginella substitutionskvoten:
{\displaystyle \ MU_{x}=\partial U/\partial x}
{\displaystyle \ MU_{y}=\partial U/\partial y}
{\displaystyle MRS_{xy}=MU_{x}/MU_{y}\,}
där {\displaystyle \ MU_{x}} är marginalnyttan för {\displaystyle x} och
{\displaystyle \ MU_{y}} marginalnyttan för {\displaystyle y}.